# Doxocopa lauricola
Doxocopa lauricola är en fjärilsart som beskrevs av William James Kaye 1925. Doxocopa lauricola ingår i släktet Doxocopa och familjen praktfjärilar. Inga underarter finns listade i Catalogue of Life.